# Eisenach Hauptbahnhof

Eisenach Hauptbahnhof ist ein Bahnhof in der Stadt Eisenach in Thüringen. Er ist ein Verkehrsknotenpunkt an der Thüringer Bahn (Halle–Bebra) und an der Werrabahn (Eisenach–Meiningen–Eisfeld).
Während auf der Straßenseite des Empfangsgebäudes bereits Anfang des 21. Jahrhunderts ein Schriftzug Hauptbahnhof angebracht wurde, heißt die Station erst seit dem 15. Dezember 2024 offiziell Eisenach Hbf.

## Geschichte

### 1840 bis 1900

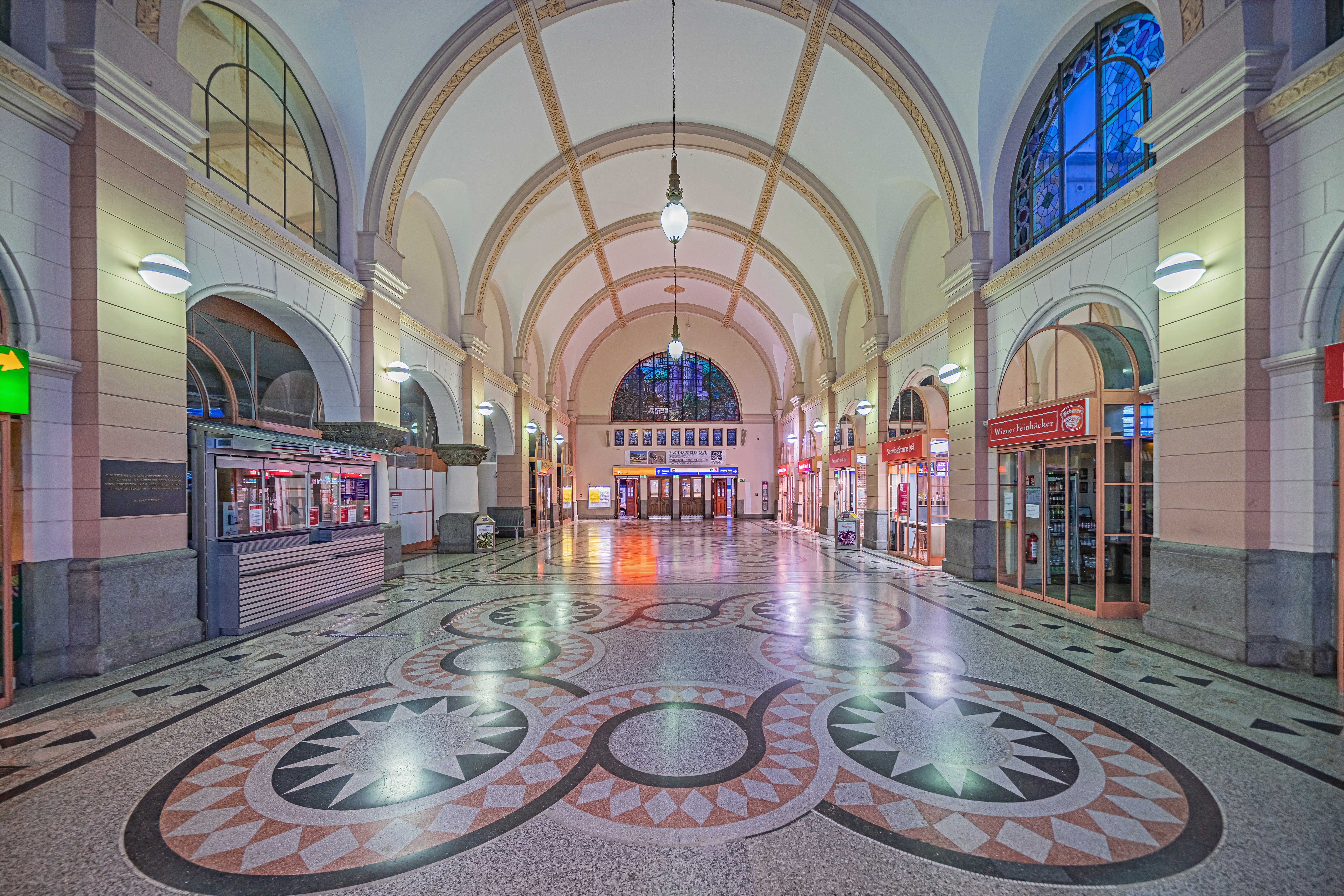
Empfangshalle

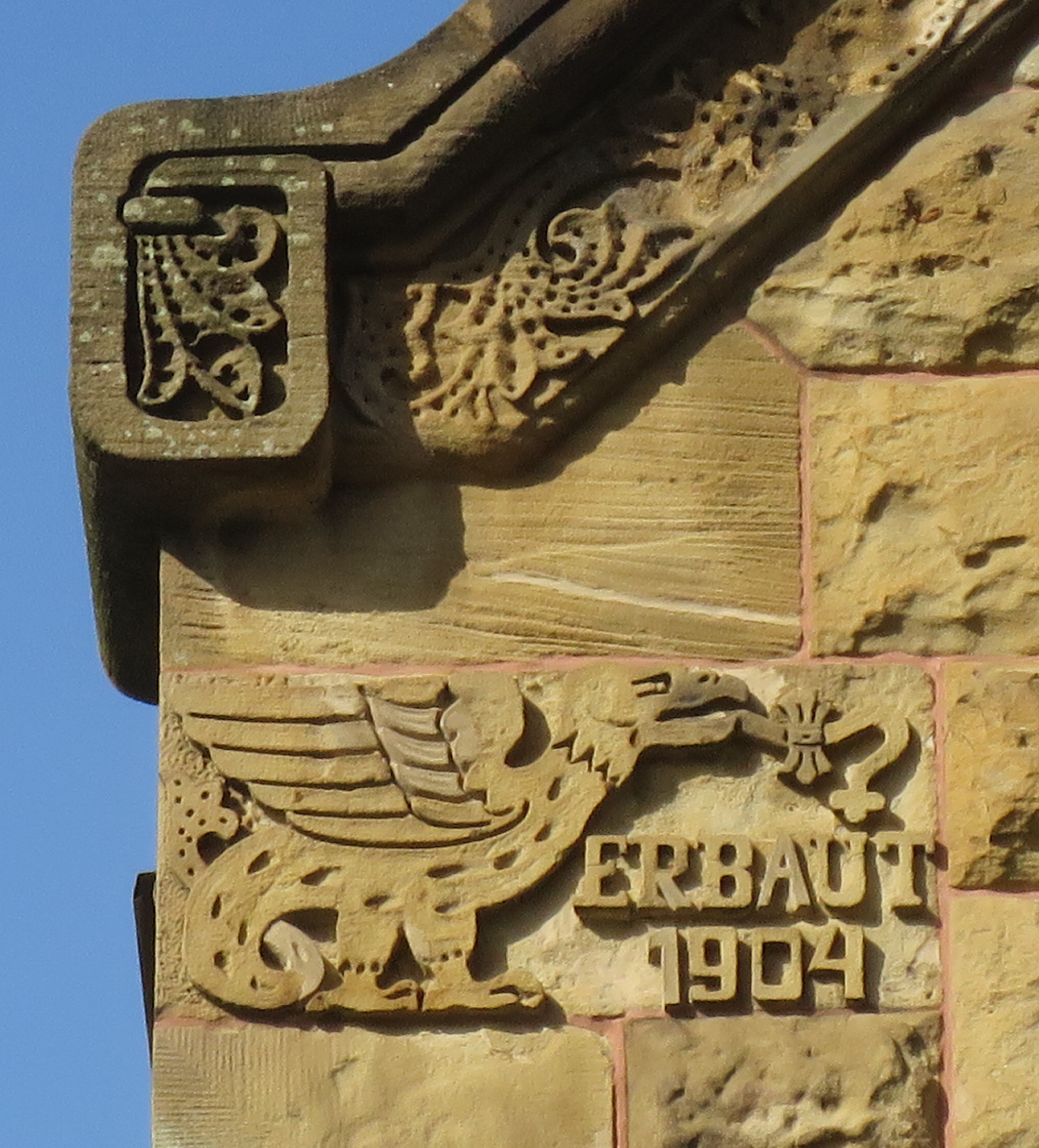
Bauinschrift von 1904

Das Großherzogtum Sachsen-Weimar-Eisenach, die Herzogtümer Sachsen-Coburg und Gotha und Sachsen-Meiningen gründeten mit dem Ziel der Projektierung und Bau einer Eisenbahnstrecke Weimar–Erfurt–Gotha–Eisenach am 19. August 1840 den Thüringischen Eisenbahnverein. Unter finanzieller Beteiligung des Königreiches Preußen entstand daraus (1844) die Thüringische Eisenbahn-Gesellschaft (ThEG). Deren erstes Bauprojekt war die Thüringer Stammbahn Halle–Gerstungen. Zeitgleich wurde schon die Bahn von Eisenach nach Meiningen geplant. Am 20. Dezember 1841 schlossen die beteiligten „Projektländer“ außerdem einen Staatsvertrag für den Bau der Strecke Halle–Kassel. In den Jahren 1846–1847 wurde der erste Eisenacher Bahnhof zu ebener Erde gebaut. Als vorläufiger Endbahnhof des Streckenabschnitts Gotha–Fröttstädt–Eisenach wurde er am 24. Juni 1847 in Betrieb genommen. Die westliche Fortsetzung der Stammbahn konnte gute zwei Jahre später, am 18. August 1849, mit dem Abschnitt nach dem heutigen Stadtteil Hörschel für den Ausflugsverkehr eröffnet werden. Nach dem Weiterbau, nun der Werra folgend, kam es 25. September 1849 dann in Gerstungen zum Lückenschluss mit der hessischen Friedrich-Wilhelms-Nordbahn.
Ab 1856 entwickelte sich Eisenach mit dem Bau der am 2. November 1858 eröffneten Werrabahn zum Eisenbahnknoten. Schon vorher war die Thüringer Bahn zwischen Eisenach und Apolda zweigleisig ausgebaut worden. So kam es zwischen 1859 und 1861 mehrfach und erneut im Jahre 1885, zur Vergrößerung und Erweiterung des Eisenacher Bahnhofsgebäudes. In den Jahren 1882 und 1895 gingen die beiden Bahnen durch Kauf an die Preußische Staatseisenbahnen über. Seit dem 1. August 1897 hielt die Straßenbahn Eisenach auf dem Bahnhofsvorplatz.

### 1900 bis 1945

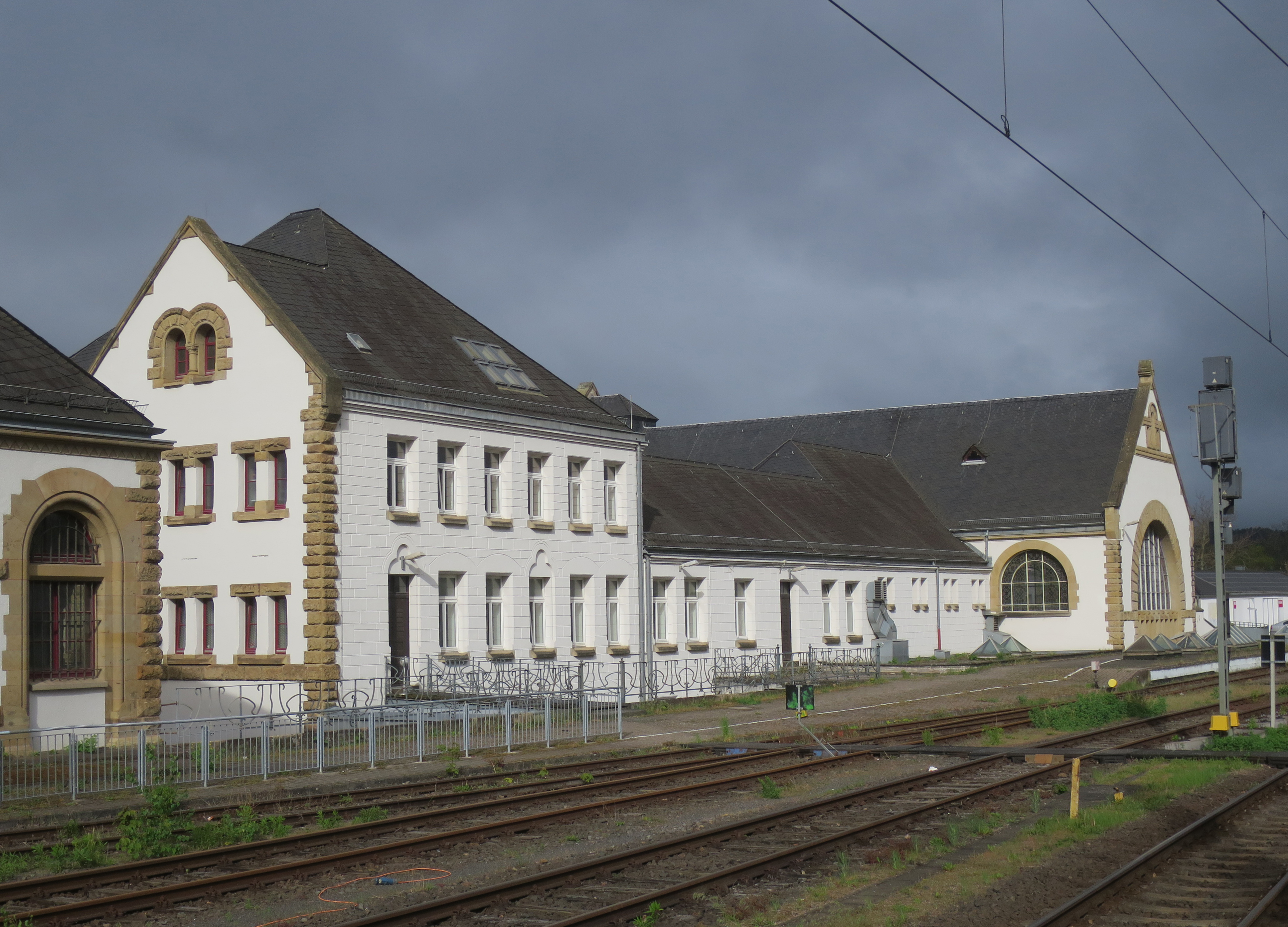
Bahnsteigseite des Empfangsgebäudes

Im Jahr 1900 begann ein großer Umbau der Bahnanlagen: Die Eisenbahntrasse wurde im Bereich des Stadtgebiets um drei bis vier Meter höher gelegt, das Empfangsgebäude wurde 1902–1903 nach Entwürfen des Architekten und preußischen Baubeamten Georg Cuny neu gebaut. Auch der Güterbahnhof wurde verändert und erhielt einen Ablaufberg. Am 12. April 1904 war die Einweihung des neuen Bahnhofsgebäudes mit Bahnpostamt.
Zwischen 1922 und 1926 folgte der Neubau des Bahnbetriebswerks (Bw) im östlichen Teil des Güterbahnhofs mit dem Lokomotivschuppen. 1928 war das Empfangsgebäude abermals zu klein und erhielt einen Anbau für die Fahrkartenausgabe. Des Weiteren wurde die Zugüberwachung eingeführt und die Güterabfertigung zu einer großen Stückgutumschlagstelle ausgebaut, ein modernes elektromechanisches Stellwerk errichtet sowie neue Signaltechnik mit Indusi und Gleisfreimeldeanlagen eingebaut.

### Nach dem Zweiten Weltkrieg

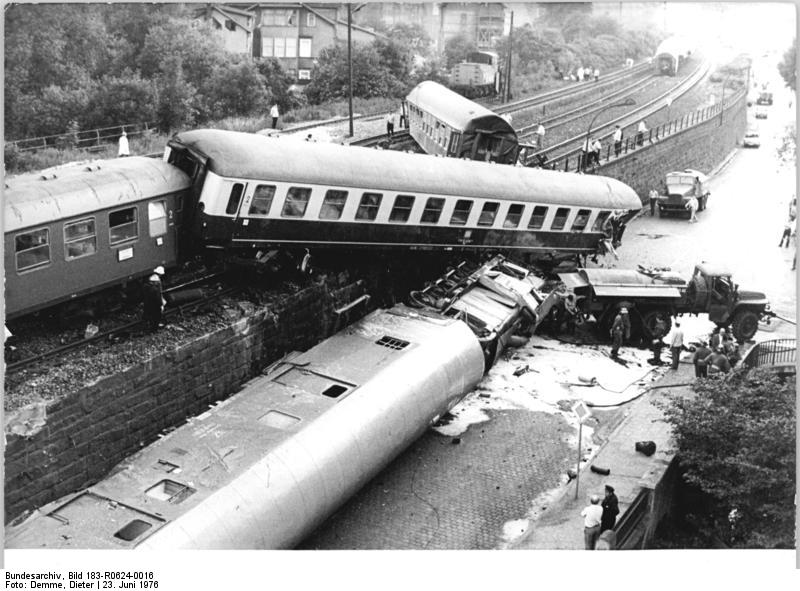
Eisenbahnunfall vom 23. Juni 1976

Nach dem Ende des Zweiten Weltkrieges wurden das zweite Streckengleis und mehrere Bahnhofsgleise als Reparationszahlung an die Sowjetunion demontiert, aber schon im August 1945 gab es wieder 20 Reisezugverbindungen. Im Herbst 1945 legte der Aufbaustab für das unter sowjetischer Militärverwaltung stehende BMW-Werk Eisenach einen detaillierten Plan mit drei Varianten für den Bau eines 900 m langen Anschlussgleises vom Kraftwerk II der Werkes zum Bahnhof Eisenach vor.
Am 1. Juni 1955 nahm das neue Bahnbetriebswagenwerk (Bww) in Eisenach mit zahlreichen Außenstellen (z. B. Vacha, Gotha, Mühlhausen usw.) seinen Betrieb auf. Bereits Ende der 1950er Jahre mussten die Bahnhofsanlagen wieder erweitert werden: 1956 mit dem Bau des Bahnsteiggleises 10 und 1958 mit dem Bau von fünf Rangiergleisen im Güterbahnhof. Die Dienststellen Bahnhof, Güterabfertigung, Fahrkartenausgabe und Gepäck- und Expressgutabfertigung wurden am 1. November 1959 zur Komplexdienststelle Eisenach vereinigt. 1961 und 1962 wurde der Westkopf des Bahnhofs Eisenach im Zuge des Baus der „Trasse“ genannten Bahnstrecke Förtha–Gerstungen umgestaltet. In den nächsten Jahren folgten zwei weitere Meilensteine. Die Großcontainertechnologie hielt 1970 Einzug und 1971 ging das Dampflokzeitalter zu Ende. In den Jahren von 1974 bis 1980 wurde das Bahnbetriebswerk Eisenach zur Großdienststelle umgestaltet. Es entstand ein neues Sozialgebäude, eine neue Triebfahrzeughalle, ein neues Werkstattgebäude, ein neues Kesselhaus und eine neue Tankanlage, die Fahrzeugwaschanlage wurde rekonstruiert. Inzwischen beheimatete das Bahnbetriebswagenwerk über 200 Wagen. Am 23. Juni 1976 kam es am Westkopf des Bahnhofes zum Eisenbahnunfall von Eisenach, als der Transitzug D 354 entgleiste und mit einer Rangierabteilung kollidierte. Hierbei stürzte eine Rangierlokomotive und ein Waggon auf die neben den Gleisen verlaufende Straße. Von 1981 bis 1982 wurde die Bahnhofshalle umgestaltet und mikroprozessorgesteuerte Fahrkartendrucker eingeführt. In den Jahren 1983 und 1984 folgte der Einbau moderner Dreikraftbremsen unterhalb der beiden Ablaufberge und eine Teilsanierung des Oberbaus. Das Bahnbetriebswerk hatte 1985 ungefähr 1000 Mitarbeiter. 1989 und 1990 gab es kurzzeitig eine Art S-Bahnbetrieb zwischen dem Bahnhof Wutha, Eisenach, Eisenach/West und Eisenach/AWE, der durch die politischen Veränderungen der Wende in der DDR und die Schließung des AWE beendet wurde.

### 1990 bis 2000

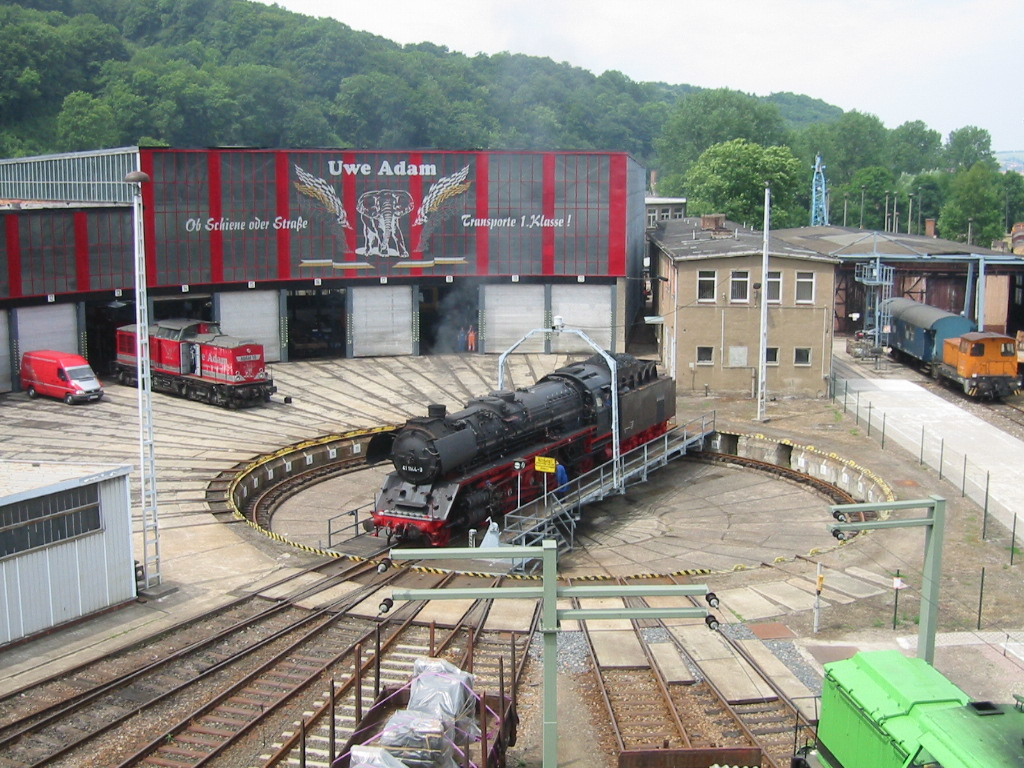
Lokschuppen

Tiefgreifende Veränderungen gab es in kommenden Jahren. Einerseits Neu- und Ausbaumaßnahmen (VDE Nr. 7, ab 26. April 1990), Einführung des InterCity-Verkehrs, Wiederinbetriebnahme der Strecke Eisenach–Wartha(Werra)–Gerstungen (ab 2. Juni 1991, zweigleisig ab 26. September 1992), gleichzeitig Eröffnung des ersten Reisezentrums Ostdeutschlands, Umbau der Bahnsteige 3 bis 6 (1994), Aufnahme des Betriebes des Zentralstellwerkes ESTW Eisenach (Frühjahr 1995/16. Juni 1996) und Aufnahme des elektrischen Betriebes zwischen Bebra und Neudietendorf (28. Mai 1995) und andererseits Schließung des Bahnbetriebswerkes Eisenach (28. Mai 1995), Schließung zahlreicher Stellwerke zwischen Gerstungen und Wandersleben (16. Juni 1996), Abriss des alten Stellwerkes Ew (Frühjahr 1999), Verlegung der Lokleitung der DB Regio AG nach Meiningen (Sommer 1999) und Angliederung des Güterbahnhofes an den Cargo Bahnhof Erfurt.
Seit Mai 1997 verkehrt eine Regionalbahnlinie von Eisenach nach Bad Hersfeld im Zwei-Stunden-Takt. Gleichzeitig wurde der Nahverkehrsbahnsteig 1/2 umgebaut. 1999 wurden neue Automaten im Eisenacher Bahnhof aufgestellt.

### 2000 bis 2010
Am 30. Mai 2000 wurde die IC-Linie Frankfurt am Main–Leipzig–Dresden auf ICE mit Neigetechnik (ICE-T) umgestellt, der EC 56/57 „Goethe“ Paris Est–Frankfurt Hbf.–Dresden Hbf.–Prag hl.n. entfiel, die Regionalbahn Eisenach–Bad Hersfeld wurde eingestellt und Stundentakt auf den Linien Eisenach–Bebra und Eisenach–Meiningen eingeführt. Außerdem wurde die Wagenwerkstatt und die Beheimatung von Reisezugwagen nach Erfurt verlagert.
Ab Januar 2001 fährt die Süd-Thüringen-Bahn (STB) auf der Strecke Eisenach–Meiningen–Eisfeld. Seit Beginn des Fahrplans 2004 wird auf der ICE-Linie 50 Dresden–Frankfurt im Stundentakt gefahren. Die IC-Linie 15 Frankfurt–Halle–Berlin–Stralsund wurde dafür gestrichen, der Ostabschnitt Eisenach–Stralsund ging in der IC-Linie 51 auf. Diese Linie verkehrt damit zwischen Düsseldorf–Kassel–Eisenach und dann weiter nach Berlin und Stralsund. Ab dem Fahrplanwechsel im Dezember 2004 verkehrt an Sonntagen zusätzlich der IC Eisenach–Frankfurt Süd über Kassel/Gießen und an Montagen der IC Eisenach–Berlin Zoo. Seit Dezember 2005 ist mit dem Fahrplan 2006 Wiesbaden und Karlsruhe mit der ICE-Linie 50 direkt erreichbar.
Zum 100-jährigen Jubiläum des Bahnhofsgebäudes wurde im April 2004 ein ganzes Wochenende lang gefeiert. Im Februar 2006 wurde der Servicepoint geschlossen. Nach Protesten der Stadt und vieler Reisenden sah sich die Bahn zur Wiedereröffnung wenige Tage später gezwungen. Die 3-S-Zentrale wurde nach Erfurt verlagert und mit der dortigen Zentrale verbunden. Die cantus Verkehrsgesellschaft übernahm am 10. Dezember 2006 den Regionalverkehr zwischen Bebra und Eisenach. Anfang November 2007 wurden moderne LCD-Anzeigen an den Bahnsteigen und in der Empfangshalle angebracht.
Am 18. und 19. Mai 2008 hielt sich der Zug der Erinnerung am Bahnhof Eisenach auf. Im November und Dezember wurden die alten Stellwerke Em und Eo abgerissen. Am 14. Dezember 2008 hielt letztmals der CNL nach Zürich. Dieser fährt ab dem 14./15. Dezember in Eisenach, aufgrund des Zusammenkuppelns des CNL aus Berlin und des CNL aus Dresden/Prag in Erfurt, nun durch. Seit dem Fahrplanwechsel 2009/2010 zum 13. Dezember 2009 verkehrt sonnabends/sonntags ein ICE-Zugpaar mit Baureihe 401 auf der Relation Interlaken Ost–Mannheim–Frankfurt–Eisenach–Erfurt–Leipzig–Berlin Gesundbrunnen und hält in Eisenach. Damit verkehrt erstmals der ICE 1 planmäßig auf der Thüringer Bahn.

### Seit 2010
Im Zuge des Konjunkturpakets I der Bundesrepublik Deutschland wurde das Empfangsgebäude in den Jahren 2010 und 2011 für 1,5 Millionen Euro denkmalgerecht saniert. Schwerpunkt war die energetische Sanierung der Deckenbereiche, Wände, Fassaden und Fenster, wodurch der Energiebedarf im Bahnhof um bis zu 36 Prozent gesenkt wurde. Das Empfangsgebäude wurde mit einem neuen Blockheizkraftwerk ausgestattet und auch die Warteraumsituation verbessert.
Der Bahnhof war 2010 der Bahnhofskategorie 2 zugeordnet, seit 2012 gehört er zur Bahnhofskategorie (seit 2017 Preisklasse) 3. Nach Inbetriebnahme der Neubaustrecke Erfurt–Leipzig/Halle im Dezember 2015 wurde der stündliche ICE-Halt beibehalten (Stand: Fahrplanjahr 2022). Am 30. Juni 2019 wurde das Reisezentrum im Bahnhof geschlossen, der Verkauf von Fahrkarten erfolgt seit 1. Juli 2019 durch eine Agentur unter  „ServiceStore DB“.
Zum Fahrplanwechsel 2024/25 wurde der Name des Bahnhofs auf Antrag der Stadtverwaltung auf Hauptbahnhof geändert; den Namen, den die Straßenbahn Eisenach schon immer nutzte.

## Hochbauten

### Empfangsgebäude

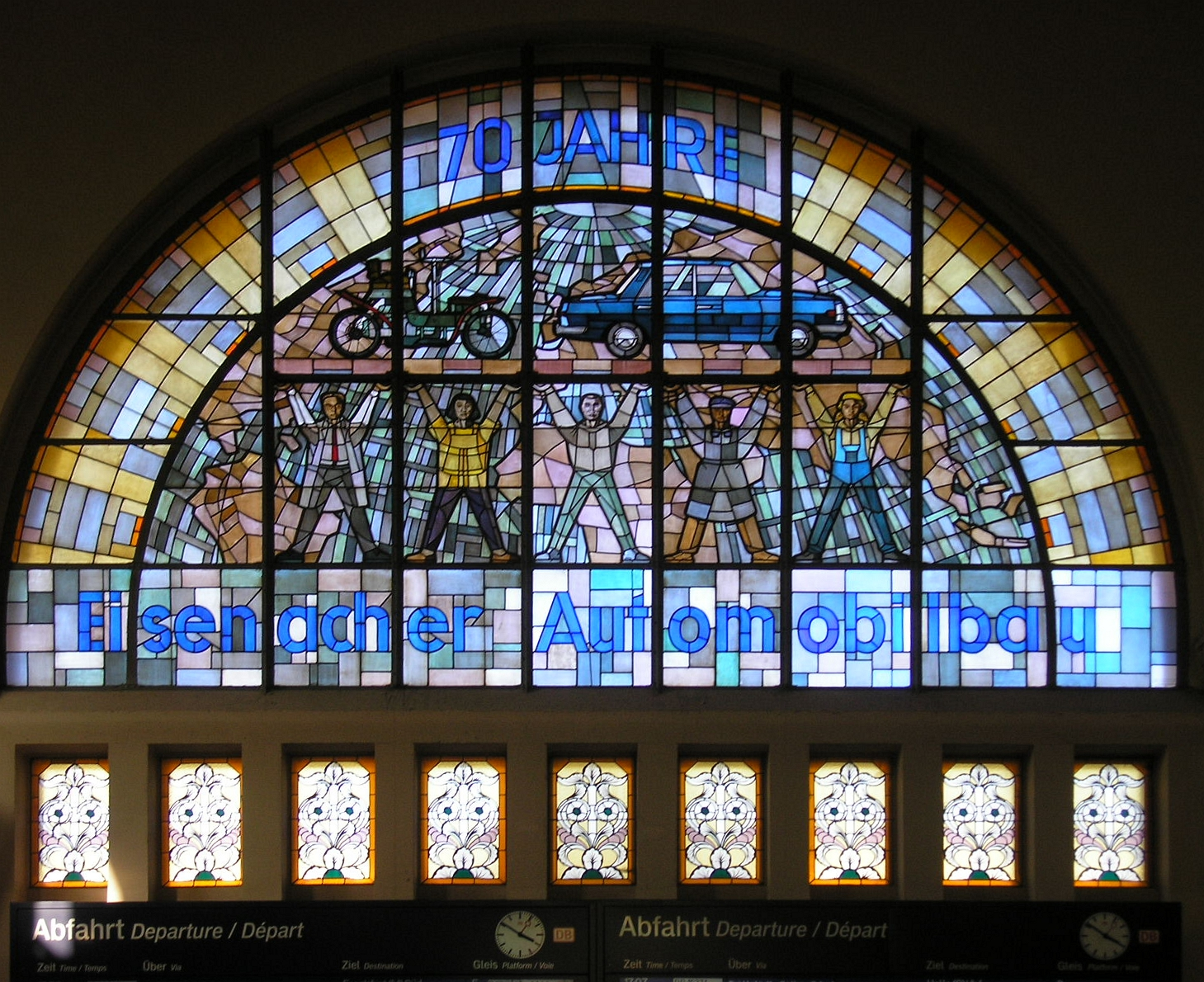
Glasmosaik mit Darstellung des Automobilwerks Eisenach in der Empfangshalle

Das ursprüngliche Empfangsgebäude der ThEG stand in dem damaligen Inselbahnhof zwischen den Gleisen. Es hatte ein Fürstenzimmer. Das Gebäude entstand wahrscheinlich nach Plänen von Julius Eugen Ruhl. Mit dem zunehmenden Verkehr war es am Ende des 19. Jahrhunderts zu klein geworden und wurde nach Fertigstellung des Neubaus im Herbst 1904 abgebrochen.
1886 war die ThEG vom Königreich Preußen erworben worden, so dass die Preußischen Staatseisenbahnen Bauherr des neuen Empfangsgebäudes waren, konkret die Eisenbahndirektion Erfurt. Bereits 1898 fiel die Entscheidung zum Neubau – jetzt in stadtzugewandter Seitenlage –, verbunden mit einer Erweiterung der Bahnanlagen. Die Bauarbeiten fanden von 1901 bis 1904 statt. Architekt war der Baubeamte Georg Cuny. Der Grundriss entsprach dem preußischen Standard für große Bahnhöfe: In der Mitte befand sich die tonnengewölbte Eingangs- und Schalterhalle mit ebenerdigem Zugang für den Fußgängertunnel zu den Bahnsteigen. Im Zug des Bahnhofsumbaus wurden die Gleise in Hochlage gebracht. Auf der westlichen Seite der Eingangshalle schlossen sich die Räume für den Publikumsverkehr an (Wartesaal 1. und 2. Klasse, Wartesaal 3. und 4. Klasse, Damenzimmer, Restaurant und Buffet – die Küche befand sich im Keller –, Toiletten). Auf der anderen Seite befanden sich die Diensträume der Bahn (Gepäckabfertigung, Fahrkartenschalter, Kasse) und die Räume für die Bahnpost.
Als Baustil wählte der Architekt einen eklektizistischen Historismus und „spielte“ dabei auch mit neoromanischen Stilelementen – ein Bezug auf die über der Stadt thronende Wartburg. Die Kapitelle der Säulen zeigen Bahnpersonal mit berufsspezifischen Attributen und Reiseszenen; sie stammen von dem Thüringer Bildhauer Georg Kugel. Die Schalterhalle dagegen wurde von dem Münchner Bildhauer Tobias Weiß ausgestaltet. Das neue Empfangsgebäude wurde am 12. April 1904 in Betrieb genommen. Die beiden großen Thermenfenster mit einer Jugendstilverglasung an den Stirnseiten der Empfangshalle wurden 1957 und 1967 durch moderne Buntglasfenster ersetzt. Das südliche Fenster von Ludwig Griesinger zeigt ein Motiv aus der Uhrenstadt Ruhla, das nördliche – von Paul Koch – feiert das 70-jährige Jubiläum des Automobilwerks Eisenach 1967.

### Fürstenbahnhof

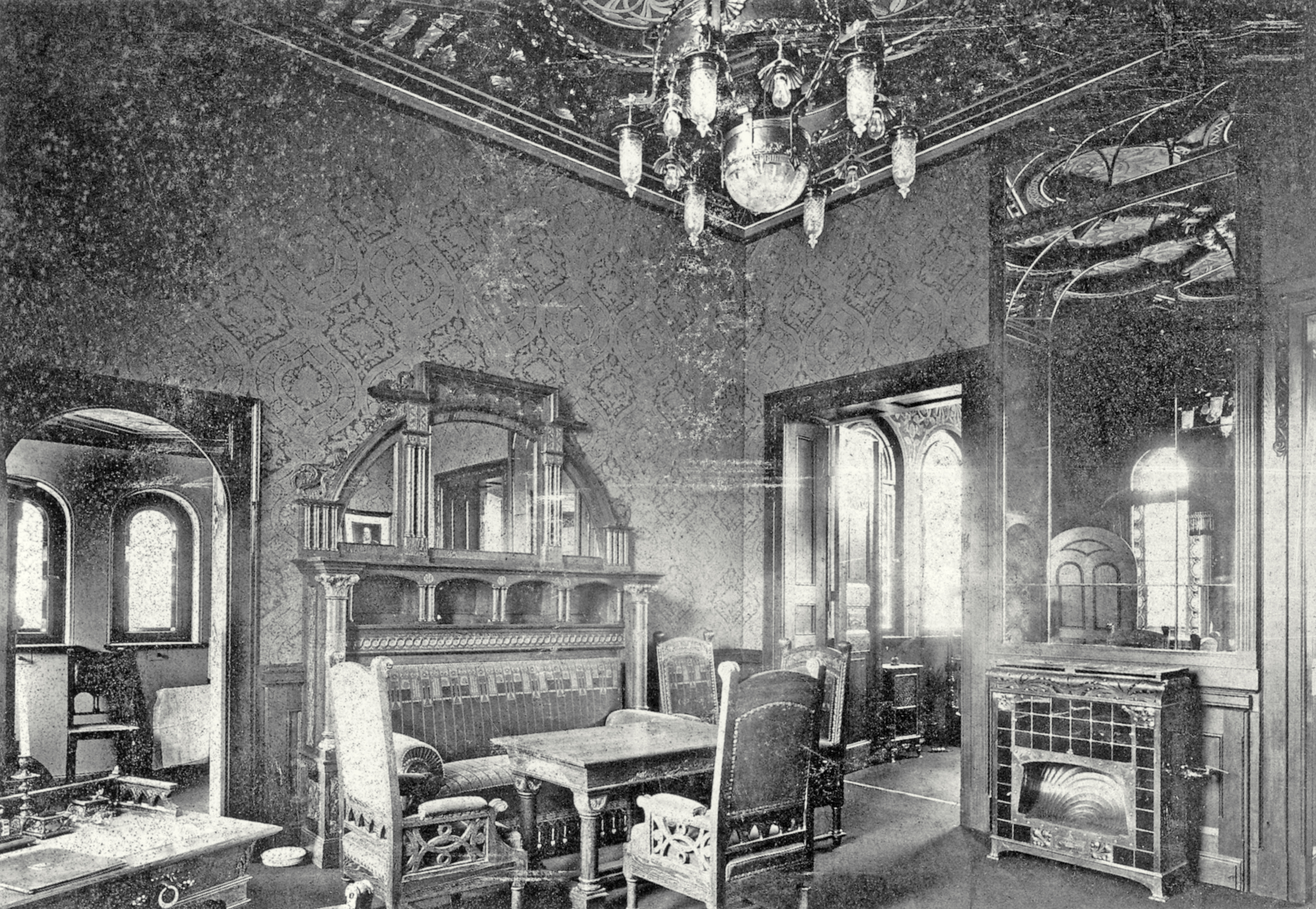
Innenaufnahme des Fürstenpavillons,
ca. 1904

Das neue Empfangsgebäude war 1904 noch ohne neue Räumlichkeiten für „höchste und allerhöchste Herrschaften“, deren Fertigstellung dauerte bis 1905. Es handelt sich um einen zweistöckigen Anbau – die Gleise befanden sich nach dem Bahnhofsumbau in Hochlage – an der westlichen Seite des öffentlichen Empfangsgebäudes. Stilistisch lehnte sich der Anbau an das Hauptgebäude an – die gleichen Künstler und Architekten wie dort waren auch hier tätig – nur die Innenausstattung war selbstverständlich sehr viel aufwändiger. Neben dem Treppenhaus über das die „höchsten und allerhöchsten Herrschaften“ von der Vorfahrt auf den höher gelegenen Bahnsteig 1 gelangten, gab es noch drei größere Räume sowie Nebenräume. Außen zeigt eines der Kapitelle an den Säulen des Fensters des Fürstenzimmers zwei Porträts: den Architekten Georg Cuny und den Bildhauer Georg Kugel.
Nachdem 1918 die ursprüngliche Funktion entfallen war, wurden die Räume für verschiedene Bahndienstzwecke verwendet, in der Zeit der DDR dann als „Kulturhaus“ für die Eisenbahner und als Tagungsraum genutzt. Im Februar 1990 berieten hier die Eisenbahner der Deutschen Reichsbahn und der Deutschen Bundesbahn über die Wiederinbetriebsetzung der von der innerdeutschen Grenze zerschnittenen Bahnstrecke Eisenach–Gerstungen.

## Zugverkehr

### Fernverkehr
Der Bahnhof Eisenach wird durch mehrere Linien des Fernverkehrs der Deutschen Bahn AG bedient. Bis Anfang der 1990er Jahre war Eisenach Schnellzug-Halt, ehe der Bahnhof Ende 1992 an das Intercity-Netz der Deutschen Bahn angeschlossen wurde. Durch eine EuroCity-Linie erhielt Eisenach Anschluss bis Paris und Prag.
Die Hauptleistung erfolgte von 2004 bis 2017 durch die ICE-Linie 50 von Wiesbaden/Frankfurt(Main) über Eisenach weiter nach Leipzig/Dresden. Zwischen 2004 und 2017 wurde Eisenach stündlich von dieser Linie angefahren. Als Züge kamen hauptsächlich ICE T zum Einsatz. Darüber hinaus verkehrte ein Zugpaar der ICE-Linie 28. Dieses bestand aus den ICE-Zügen 1716 und 1717 nach und von Hamburg-Altona.
Mit Inkrafttreten des Jahresfahrplans 2018 (ab 10. Dezember 2017) wurde die ICE-Linie 50 auf einen Zwei-Stunden-Takt umgestellt. Zusätzlich verkehrt im Zwei-Stunden-Takt die ICE-Linie 11 (München – Stuttgart – Frankfurt[Main] – Eisenach – Erfurt – Leipzig – Berlin). Damit besitzt die Region Eisenach seither (Stand Fahrplanjahr 2021) zusätzliche umsteigefreie Fernverbindungen nach Berlin, Mannheim und Stuttgart.
Über die Mitte-Deutschland-Verbindung verkehren aktuell drei Intercity-Zugpaare. Als Entlastungsverkehr fahren freitags und sonntags zusätzliche IC-Züge.
Mit Beginn des Fahrplanjahres 2022 halten auch wieder einige Züge des privaten Fernzuganbieters Flixtrain.

### Regionalverkehr
Der Bahnhof Eisenach liegt an den Kursbuchstrecken 575 und 605.
In Richtung Bebra verkehrt seit 2006 die Cantus Verkehrsgesellschaft mit ihren Stadler-Flirt-Zügen als Linie RB6 des NVV. Dabei werden unter anderem der Eisenacher Westbahnhof sowie der Haltepunkt am Opelwerk bedient. Die Züge fahren im Montag bis Freitag jede Stunde, am Wochenende in einem Zweistundentakt.
Zwischen Eisenach und Halle (Saale) verkehrten bis zum 12. Dezember 2015 Wagenzüge der DB Regio, mit vier Halberstädter Mitteleinstiegswagen und einer Lokomotive der Baureihe 182. Seit dem 13. Dezember 2015 bedient die Abellio Rail Mitteldeutschland diese Linie mit Triebwagen des Types Bombardier Talent 2. Diese Züge fahren seit Dezember 2018 als Linie RB20 jede Stunde nach Leipzig statt Halle und bedienen bis Erfurt Hauptbahnhof unter anderem den Bahnhof Fröttstädt, von wo Anschluss nach Friedrichroda besteht, den Bahnhof Gotha sowie den Bahnhof Neudietendorf, von wo Anschluss in Richtung Arnstadt–Ilmenau, Arnstadt–Saalfeld und Arnstadt–Suhl–Schweinfurt besteht. In der Hauptverkehrszeit fahren weitere Verstärkerzüge zwischen Eisenach und Erfurt, und weiter nach Halle (Saale) oder Naumburg.
Die Werrabahn (KBS 575) wird seit 2001 von Eisenach bis Eisfeld mit Regio-Shuttle der Süd-Thüringen-Bahn bedient. Seit 2002 fahren diese Züge alle zwei Stunden weiter über Sonneberg nach Neuhaus am Rennweg. Diese Züge verkehren als Linie RB41 im Stundentakt von Eisenach nach Eisfeld. In Wernshausen besteht stündlich Anschluss an die Linie RB43 nach Schmalkalden, in Meiningen an die Unterfranken-Shuttle nach Schweinfurt und die Linie RB44 nach Erfurt über Suhl und Arnstadt sowie in Grimmenthal Anschluss an die Regionalexpress-Züge der Linie RE7 zwischen Erfurt und Würzburg.
Alle Bahnsteige sind barrierefrei durch einen Aufzug oder mittels Treppe zu erreichen. Somit ist der Zustieg zu den Nahverkehrszügen komplett barrierefrei.

## Verkehrsanbindung
| Linie  | Fahrtverlauf | Takt (min)                               | Betreiber                      |
| ------ | --- | ---------------------------------------- | ------------------------------ |
| ICE 11 | München – Stuttgart – Frankfurt am Main – Fulda – Eisenach Hbf – Erfurt – Leipzig – Berlin Hbf – Berlin Gesundbrunnen     | 120                                      | DB Fernverkehr AG              |
| ICE 50 | Dresden – Leipzig – Erfurt – Eisenach Hbf – Fulda – Frankfurt (Main) Hbf – Frankfurt (Main) Flughafen – Mainz – Wiesbaden | 120                                      | DB Fernverkehr AG              |
| IC 51  | (Düsseldorf / Köln) – Kassel – Eisenach Hbf – Gotha – Erfurt – Weimar – Jena West – Jena-Göschwitz – Gera                 | Drei Zugpaare                            | DB Fernverkehr AG              |
| IC 51  | Köln Hbf – Düsseldorf Hbf – Essen Hbf – Dortmund Hbf – Bebra – Eisenach Hbf – Erfurt Hbf – Weimar – Leipzig Hbf           | Zwei Zugpaare (Fr, So)                   | DB Fernverkehr AG              |
| FLX 10 | Stuttgart – Heidelberg – Frankfurt (Main) Süd – Fulda – Eisenach Hbf – (Gotha) – Erfurt – Halle (Saale) – Berlin Hbf      | Einzelne Züge                            | Flixtrain                      |
| RB 6   | Eisenach Hbf – Eisenach West – Eisenach Opelwerk – Hörschel – Herleshausen – Gerstungen – Wildeck-Obersuhl – Bebra        | 60 min (wochentags) 120 min (Wochenende) | cantus Verkehrsgesellschaft    |
| RB 20  | Eisenach Hbf – Gotha – Erfurt Hbf – Weimar – Apolda – Naumburg (Saale) Hbf – Weißenfels – Leipzig Hbf                     | 60                                       | Abellio Rail Mitteldeutschland |
| RB 41  | Eisenach Hbf – Bad Salzungen – Meiningen – Grimmenthal – Hildburghausen – Eisfeld (– Sonneberg – Neuhaus am Rennweg)      | 60 (120)                                 | Süd-Thüringen-Bahn             |
|        | Stand: | 06.12.2024                               |                                |

### Gleisanlagen
| Gleis | Länge in m | Höhe in cm |
| ----- | ---------- | ---------- |
| 1     | 210        | 55         |
| 2     | 210        | 55         |
| 3     | 368        | 55         |
| 4     | 368        | 55         |
| 5     | 377        | 55         |
| 6     | 377        | 55         |

## Service
An Serviceeinrichtungen verfügt der Bahnhof über einen Blumenladen, einen Laden für Lebensmittel und Reisebedarf sowie einen Bücher- und Zeitschriftenladen. Außerdem hat sich 2009 ein Subway-Laden in den Bahnhof (ehemaliger Aufenthaltsraum) eingemietet. Der Bahnhof ist barrierefrei eingerichtet, es gibt zu allen Bahnsteigen einen Aufzug, ferner neben den normalen Toiletten eine Behindertentoilette. Die Deutsche Bahn unterhält, neben dem Bahnhofsmanagement Erfurt/Eisenach, einen Service-Point (zwischen 06:00 und 22:30 Uhr). Ein Taxistand befindet sich unmittelbar vor dem Bahnhof. Im Umfeld siedelte sich ein Autovermieter an. Die Bundespolizei verfügt ebenfalls über Räumlichkeiten im Bahnhof, unterhält aber keine eigene Station mehr.

## Güterverkehr

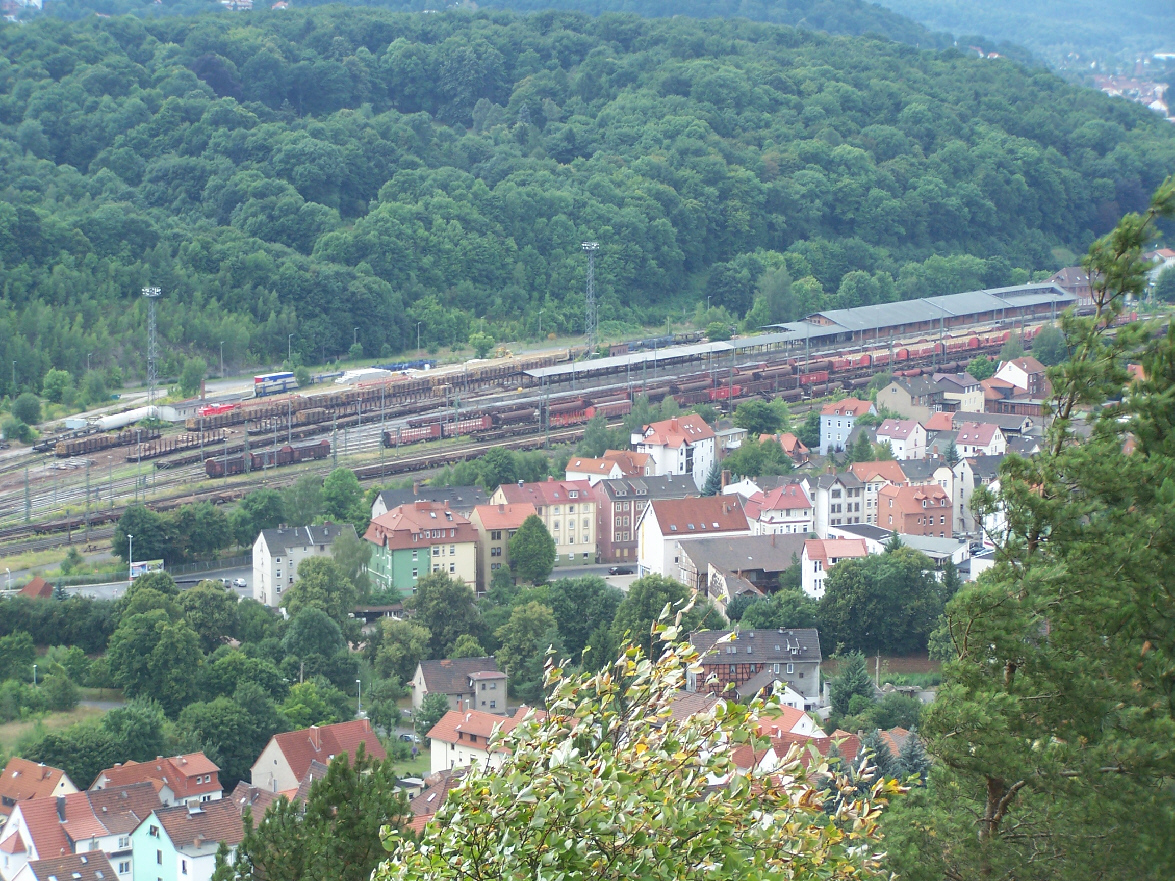
Güterbahnhof Eisenach

Eisenach verfügt mit dem Eisenacher Güterbahnhof und dem Werksbahnhof Eisenach-Stedtfeld über zwei Güterbahnhöfe.
Vom Güterbahnhof werden die Ladestellen auf der Werrabahn bis Hildburghausen versorgt. Die Ladestellen werden neben der DB Cargo Deutschland auch von mehreren Privatbahnen angefahren.
2006 wurde durch den Netzbetreiber die sogenannte Anlage B, ein Teil des Eisenacher Güterbahnhofes und damit verbunden einer der beiden Ablaufberge stillgelegt und abgebaut.
Vom Werksbahnhof „Stedtfeld“ verkehren täglich Züge der DB Cargo Richtung Spanien. Zwischen dem Werksbahnhof und Güterbahnhof findet ein reger Güterverkehr statt.
Am Betriebsbahnhof Wartha (Werra) wird Holz verladen und ebenso wie in Gerstungen Kaliprodukte (Streusalz etc.) gesackt und verladen.

## Stellwerke, Signal- und Sicherungstechnik
Als Sicherungstechnik kommt seit 1995 ein Elektronisches Stellwerk (ESTW) von Alcatel Lorenz zum Einsatz.

### Einführung
Das ESTW Eisenach wurde im Zuge des Verkehrsprojektes Deutsche Einheit Nr. 7 gebaut und in Betrieb genommen. Nach dem Wegfall der innerdeutschen Grenze hat die Bedeutung des Ost-West-Verkehrs zugenommen. Der Bahnhof wurde im Zuge der Verkehrsprojekte Deutsche Einheit ausgebaut. Heute können Fernzüge mit einer Geschwindigkeit von bis zu 200 km/h fahren.
Das ESTW Eisenach steuert die Thüringer Stammbahn von Gerstungen/Landesgrenze bis Wandersleben.

### Betriebliche Kenndaten im Jahr 2006
ESTW Eisenach (einschl. Gotha)
- Signale 316
- Weichen 165
- Rangierfahrstraßen 390
- Zugfahrstraßen 710
- Inbetriebnahme 7. Mai 1995 Gotha bzw. 16. Juni 1996 Eisenach
- Anzahl der Mitarbeiter: 3 Fahrdienstleiter und 1 Fahrdienstleiterhelfer.

Die Ansagen in den Bahnhöfen werden in der Regel nicht mehr durch Mitarbeiter des ESTW durchgeführt, sondern durch Mitarbeiter des Bahnhofsmanagements Erfurt/Eisenach. Außerhalb der Besetztzeiten können auch Ansagen vom ESTW durchgeführt werden.
Das ESTW Eisenach steuert den Betrieb auf folgenden Betriebsstellen:

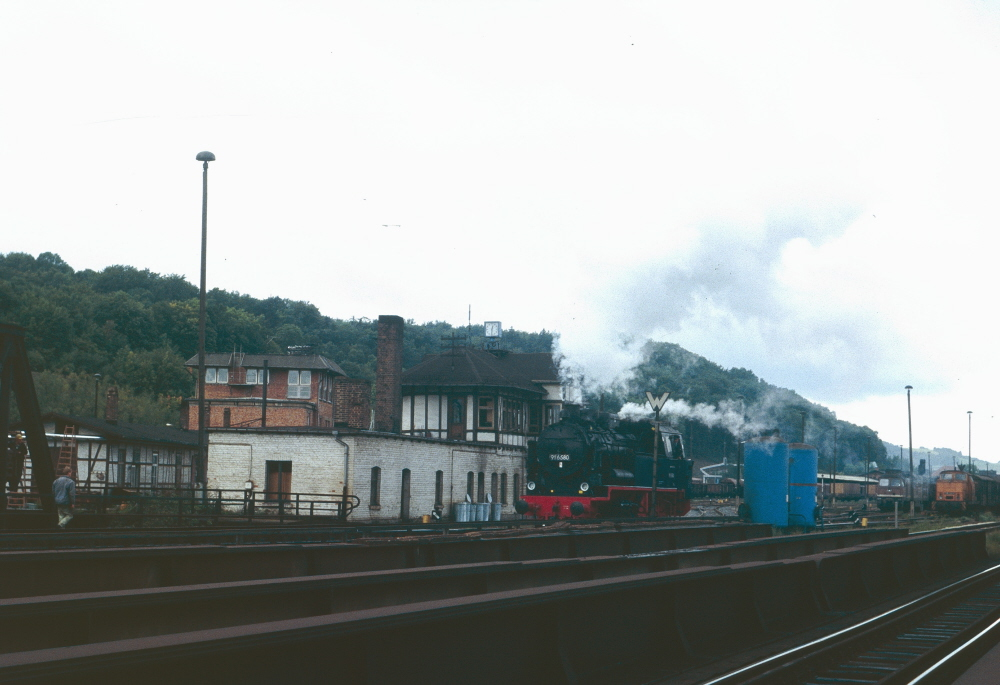
Güterbahnhof Eisenach mit Stellwerken Eo und Rt1 (im Hintergrund, 09/1990)

- Fahrdienstleiter Neudietendorf: vom Haltepunkt Erfurt-Bischleben bis zum Bahnhof Neudietendorf
- Fahrdienstleiter Gotha: vom Bahnhof Wandersleben bis Haltepunkt Sättelstädt
- Fahrdienstleiter Eisenach: vom Haltepunkt Schönau bis Bahnhof Eisenach, Bahnhofsteil Personenbahnhof
- Fahrdienstleiter Gerstungen: vom Haltepunkt Eisenach West bis Bahnhof Gerstungen

Der Nahbedienbereich das Bahnhofsteils Güterbahnhof Eisenach wurde von einem Weichenwärter auf dem erst 1984 errichteten, elektromechanischen Stellwerk Rt1 gesteuert. Am 12. Dezember 2008 wurde der Dienstposten aufgelassen. Neben wenigen, nunmehr elektrisch ortsbedienten Weichen (EOW) kann der größte Teil des ehemaligen Bedienbereiches nur noch durch Handweichen erreicht werden. Dabei kommen erstmals (im Bereich des öffentlichen Eisenbahnnetzes) die bislang nur von Anschlussbahnen bekannten gelben Handstellgewichte zum Einsatz. Diese signalisieren, dass die Weiche in jeder Stellung „liegengelassen“ werden darf, also keine definierte Grundstellung hat.
Das ehemalige Fahrdienstleiterstellwerk Eo des Güterbahnhofes Eisenach, an der markanten Hörselbrücke, wurde bereits Anfang Dezember 2008 abgerissen.

## Weitere Bahnhöfe und Haltepunkte in Eisenach

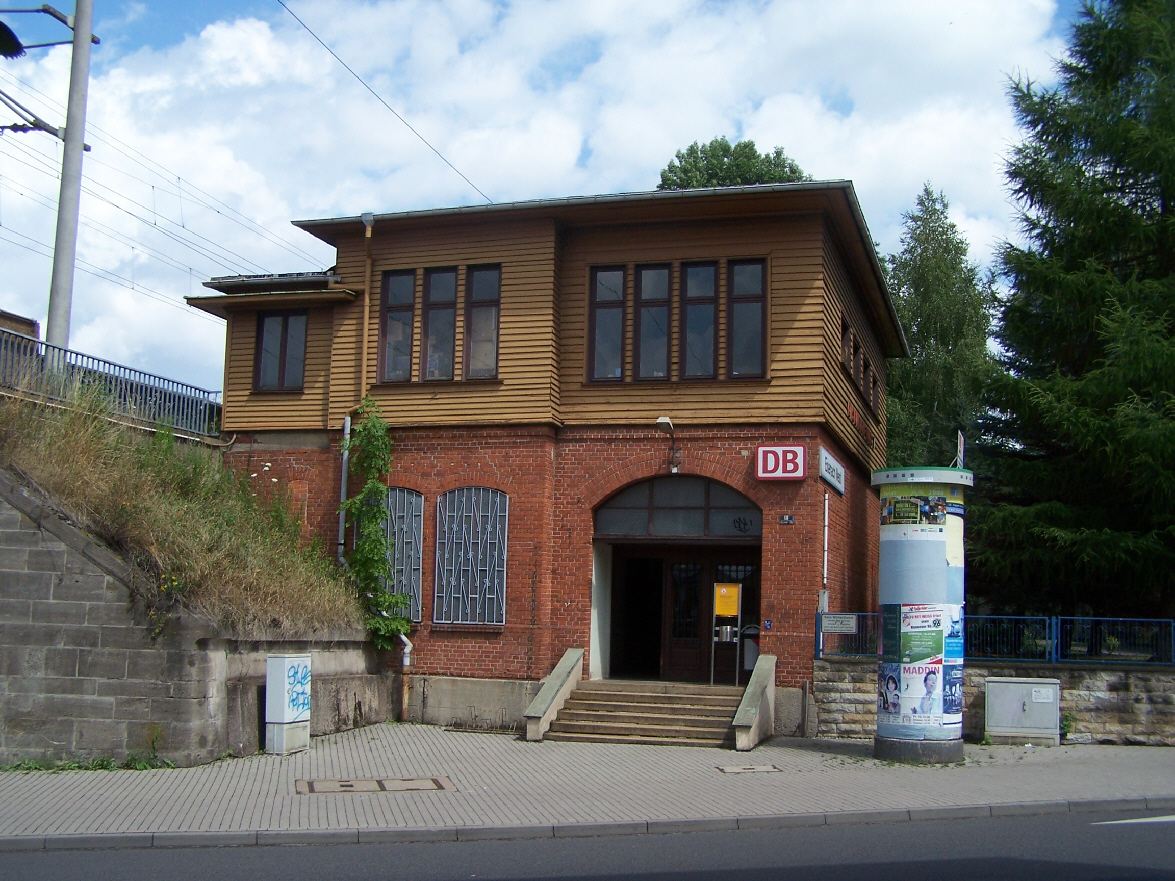
Eisenach Westbahnhof

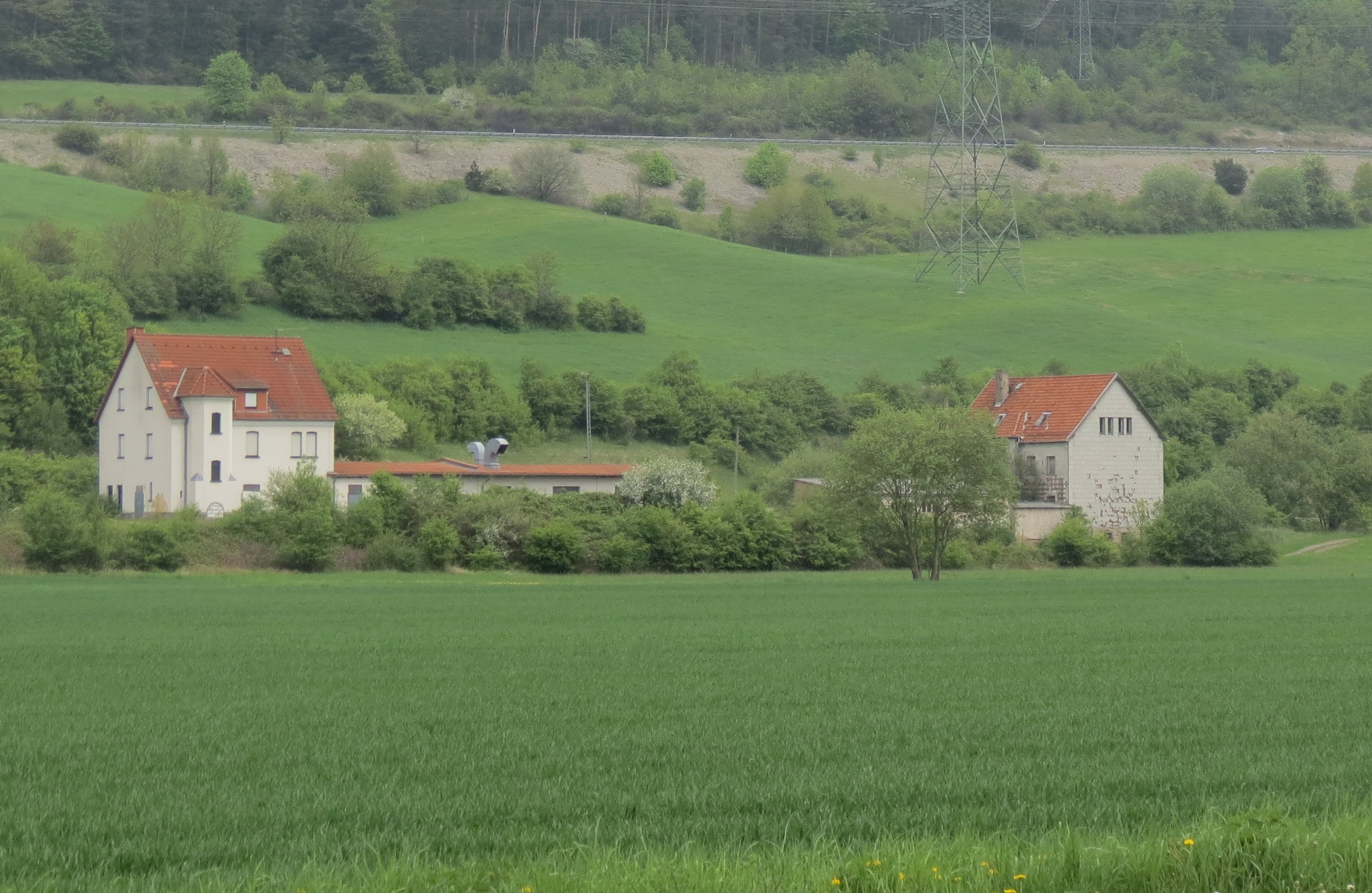
Betriebsbahnhof Wartha (Werra)

Der Knoten Eisenach besteht neben dem Hauptbahnhof auch aus den Betriebsbahnhöfen Eisenach-Stedtfeld und Wartha sowie den Haltepunkten Eisenach West, Eisenach-Opelwerk und Hörschel.
Am 1. August 1893 wurde der Haltepunkt Eisenach West, der sogenannte Westbahnhof, eingeweiht. Hier hatte man an der Endhaltestelle der Eisenacher Straßenbahn Zugang zum städtischen Nahverkehr.
Um 1930 erhielt das Gaswerk in der Weststadt einen Gleisanschluss, gleichzeitig wurde der damalige „Westbahnhof“ zu einer Ausweichanschlussstelle umgebaut. Mit der Erneuerung und Elektrifizierung 1991 ließ man den Anschluss auf und baute die Gleisverbindung aus.
In den Jahren von 1902 bis 1905 wurde mit dem Bau der Bahnstrecke Schwebda–Wartha über Creuzburg, Mihla und Treffurt auch der heute als Betriebsbahnhof und Ladestelle genutzte Bahnhof Wartha (Werra) errichtet. Am 1. September 1969 erfolgte die Einstellung des Gesamtverkehres auf der Strecke Wartha–Mihla und am 25. September 1976 auf der Strecke Wartha–Hörschel–Eisenach. Seit dem 2. Juni 1991 erfolgte schrittweise die Wiederinbetriebnahme der rekonstruierten und nun elektrifizierten Strecke Eisenach – Wartha – Gerstungen.
Am 15. Dezember 1992 nahm die Hörseltalbahn GmbH (HTB) den Betrieb am Bahnhof Eisenach-Stedtfeld auf und kurze Zeit später wurde am 23. Mai 1993 der Haltepunkt Eisenach-Opelwerk eröffnet. Der Bahnhof Eisenach-Stedtfeld wird gemeinsam von der DB und HTB betrieben. Hier wurden im Zuge der Erweiterung 1991–1994 erstmals elektrisch ortsgestellte Weichen (EOW) eingebaut und getestet.